# Тарзан, людина-мавпа (фільм, 1932)
«Тарзан, людина-мавпа» (англ. Tarzan the Ape Man) — чорно-білий американський пригодницький фільм 1932 року, поставлений режисером Вудбриджем Стронгом Ван Дайком. Перший звуковий фільм про Тарзана та перший у циклі з шести фільмів виробництва «Metro-Goldwyn-Mayer» з Джонні Вайссмюллером і Морін О'Салліван.

## Сюжет
Міс Джейн Паркер приїжджає в Африку до батька Джеймса Паркера, який разом з молодим партнером Гаррі Голтом розшукує міфічне слоняче кладовище, розташоване десь за Крутими Горами, на які накладено табу тубільними племенами. У доро́зі Гаррі безуспішно намагається залицятися до Джейн, і вона говорить йому, що немов зачарована джунглями: їй здається, ніби вона народилася тут. У їхньому таборі знаходить укриття поранений тубілець, що наважився подивитися на Круті Гори. Паркер ховає його, щоб того не розірвали одноплемінники. Тубілець помирає від ран, встигнувши показати Паркерові, де знаходяться горезвісні гори. Хоча дістатися до них дуже непросто, експедиція починає сходження.
Несподівано чується дивний крик, що нагадує крик гієни. Пізніше носильники збивають пліт, на якому мандрівники пропливають по річці, яка кишить бегемотами і крокодилами; не всім вдасться уціліти. Знову чутний загадковий крик, що відганяє бегемотів. Нарешті, серед дерев з'являється той, хто кричав, — Тарзан, людина-мавпа. Він викрадає Джейн. Перелякана Джейн кричить, що він тварина, але все-таки називає своє ім'я та вчить людину-мавпу кількох англійських слів. Так вона дізнається, що його звуть Тарзан. Своїм криком він кличе слона, і той відносить його в нетрі джунглів, де Тарзан обробляє для Джейн спійманого звіра.
Члени експедиції знаходять Джейн і вбивають мавпу, друга Тарзана. Той топить носильника. Джейн намагається пояснити батьку, що Тарзан — не дика тварина. Але їй не вдається перешкодити Гаррі вистрілити в нього. Пораненому Тарзану, який втратив багато крові, доводиться битися з левом, а потім — з левицею, що прийшли на запах крові. Знесилівши, він втрачає свідомість. Слон відносить його з поля бою і намагається привести до тями, роблячи штучне дихання хоботом. Мавпи біжать за Джейн і, перекидаючи її одне одному, як м'ячик, приносять Тарзану. Вона витирає кров своєю спідницею і перев'язує Тарзану лоб. Мавпа Чи́та на знак вдячності обіймає Джейн. Видужавши, Тарзан тягне Джейн у воду. Вона бачить, що в нього сіро-зелені очі та фліртує з ним; Тарзан нічого не розуміє в цих іграх, але це тільки сильніше заводить Джейн. Вона говорить, що поряд з ним почуває себе прекрасно і сумління її не гризе. Коли Тарзан повертає її батьку і приходить час розлучитися, вона плаче.
Плем'я карликів бере в полон учасників експедиції і відвозить їх на пірогах. Джейн наказує Чи́ті відшукати Тарзана. У таборі карликів декілька носильників стають жертвами жорстокої забави: їх підвішують на мотузку над прірвою, де сидить велетенська горила. Джейн теж піддають цим тортурам. Тарзан вбиває горилу. У табір уриваються слони. Один звільняє Тарзана, Джейн і Гаррі. Слон, на якого підіймається Паркер, поранений. Він помирає. Паркер, теж поранений, припускає, що слон приведе його на слоняче кладовище. Так і відбувається, але Паркер помирає там разом із слоном. У цьому таємному і священному місці знаходиться величезна кількість дорогоцінної слонової кістки. Гаррі прощається з Джейн: він повертається додому. Джейн залишається в джунглях разом з Тарзаном і Чи́тою.

## У ролях

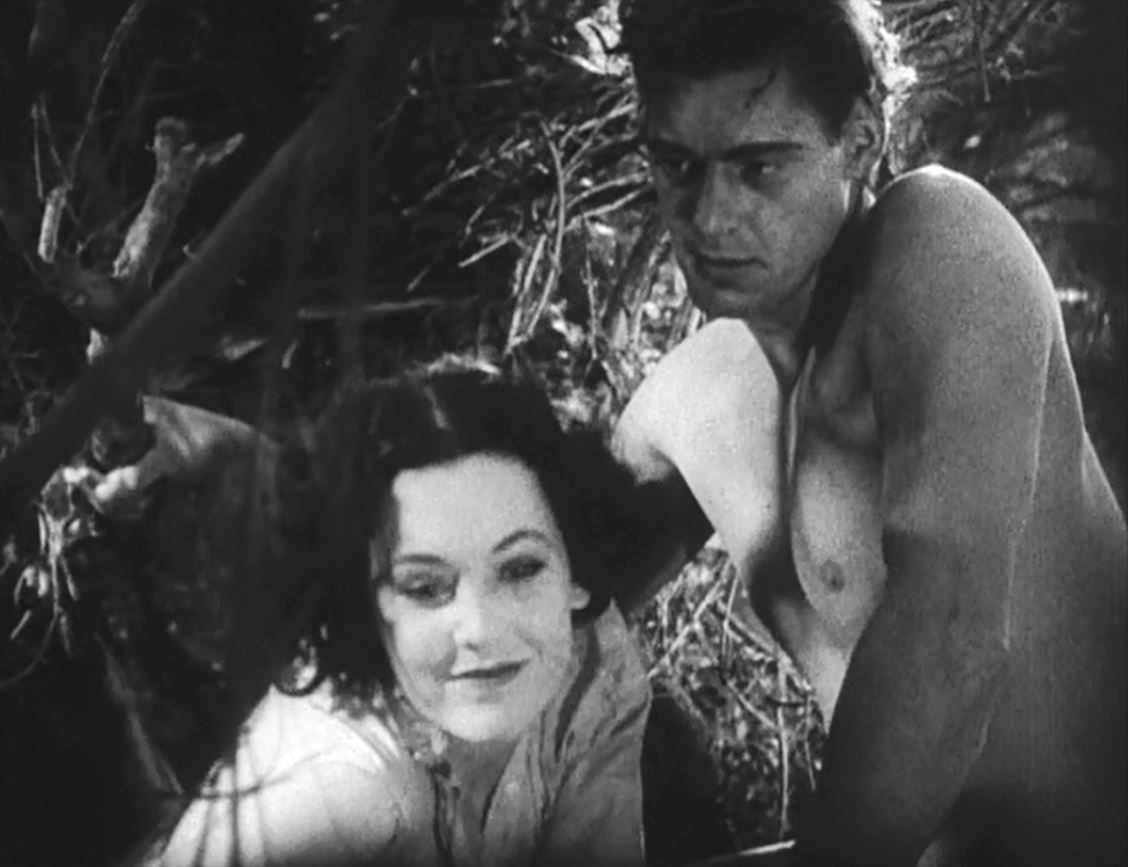
Морін О'Салліван і Джонні Вайссмюллер у сцені з фільму

| • Джонні Вайссмюллер | … | Тарзан        |
| • Морін О'Салліван   | … | Джейн Паркер  |
| • Ніл Гемілтон       | … | Гаррі Голт    |
| • Чарлз Обрі Сміт    | … | Джеймс Паркер |
| • Доріс Ллойд        | … | місіс Каттен  |
| • Форрестер Гарві    | … | Біміш         |
| • Айворі Вільямс     | … | Ріано         |

## Знімальна група
- Автор сценарію — Сиріл Г'юм, Айвор Новело за мотивами персонажів, створених Едгаром Райсом Барроузом
- Режисер-постановник — Вудбридж Стронг Ван Дайк II
- Лінійний продюсер — Бернард Г. Гаймен (в титрах не вказаний)
- Виконавчий продюсер — Ірвінг Грант Тальберг (в титрах не вказаний)
- Оператори — Геролд Россон, Клайд Де Вінна
- Монтаж — Том Гелд, Бен Льюїс
- Художник-постановник — Седрік Гіббонс

## Нагороди та номінації
| Список нагород та номінацій                            | Список нагород та номінацій | Список нагород та номінацій              | Список нагород та номінацій | Список нагород та номінацій | Список нагород та номінацій |
| Кінофестиваль/Кінопремія                               | Рік                         | Категорія                                | Номінант(и) | Результат                   | Дж                          |
| ------------------------------------------------------ | --------------------------- | ---------------------------------------- | --- | --------------------------- | --------------------------- |
| Національна рада кінокритиків США                      | 1932                        | ТОП-10 фільмів                           | Тарзан, людина-мавпа | Перемога                    |                             |
| Академія наукової фантастики, фентезі та фільмів жахів | 2005                        | Премія «Сатурн» за найкращу DVD-колекцію | Разом з фільмами «Тарзан і його подруга», «Тарзан втікає», «Тарзан знаходить сина», «Таємний скарб Тарзана» та «Пригода Тарзана в Нью-Йорку» | Перемога                    |                             |